# Riacho Frio
Riacho Frio est une municipalité brésilienne située dans l'État du Piauí.